# Urinebuis
De urinebuis, urethra, plasbuis of pisbuis is een lange cilindrische holte die de urineblaas verbindt met de buitenkant van het lichaam. In deze holte ligt een aderachtig vliesje dat het weefsel beschermt tegen de chemische invloeden van de urine.
De urinebuis dient zowel bij de man als de vrouw om urine uit het lichaam te verdrijven. Omdat bij de man ook het sperma erdoorheen gaat bij de ejaculatie wordt deze bij de man de urogenitale buis genoemd.
Vanuit de sinus urogenitalis ontwikkelen zich tijdens de ontwikkeling van het embryo de urineblaas en urinebuis. 

## Anatomie

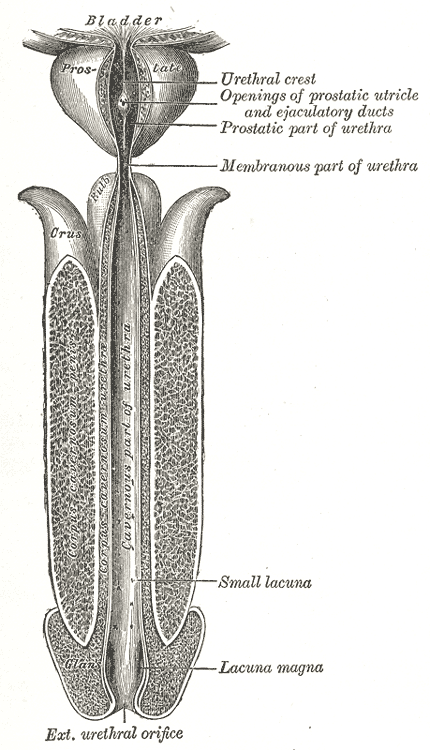
Bovenaanzicht van een doorsnede door de mannelijke urethra. Gray's Anatomy, plaat 1142

Bij vrouwen is de urinebuis 2,5 tot 4 cm lang en de mond van de urinebuis (meatus urinarius) bevindt zich in de vulva tussen de clitoris en de vaginale opening. De korte lengte van de urinebuis bij vrouwen zorgt ervoor dat zij vatbaarder zijn voor besmettingen van de urineblaas (cystitis). Zo komt een blaasontsteking bij vrouwen vaker voor dan bij mannen.
Bij mannen is de urinebuis gewoonlijk 18 tot 20 cm lang en loopt door de prostaat en gaat onder het onderste zwellichaam door en eindigt vervolgens aan de voorkant van de eikel van de penis.
Het nierbekken, de urineleider (ureter), de urineblaas en de urinebuis (urethra) zijn bekleed met overgangsepitheel (ofwel slijmvlies ofwel het 'urotheel').

## Afwijkingen en aandoeningen
- Bij vernauwing van de uitgang van de urinebuis spreekt men van een meatusstenose.
- Als bij een man de uitmonding zich verder dan normaal naar onderen bevindt, spreekt men van hypospadie. Bij een uitmonding die zich verder naar boven bevindt, is sprake van epispadie.
- Een ontsteking van de urinebuis heet urethritis.
- Voorwerp in de urinebuis

nier (ren) · urineleider (ureter) · urineblaas (vesica urinaria) · urinebuis (urethra)

nierbekken · nierkelk

nefron · juxtaglomerulair apparaat · kapsel van Bowman · glomerulus · distale tubulus contortus · lichaampje van Malpighi